# Bounoura
Bounoura (en berbère : ⴰⵜ ⴱⵓⵏⵓⵔ At-Bounour, arabe : بنورة) est une commune de la wilaya de Ghardaïa en Algérie, située à 2 km à l'est du centre-ville de Ghardaïa dont elle constitue la « banlieue » est. 
Bounoura est également le nom d'un des ksars de la pentapole de la vallée du Mzab, constituant la commune de Bounoura. Avec le reste de la vallée du Mzab, elle est classée au patrimoine mondial de l'Humanité de l'UNESCO depuis 1982.

## Géographie
La superficie de la commune de Bounoura est de 810 km2. Elle est située au Nord de la wilaya de Ghardaïa, à 4 km de Ghardaïa, sur le côté ouest de l'oued Mzab sur une butte.  
| Ghardaïa                    | Berriane | Berriane  |
| Ghardaïa, Dhayet Bendhahoua | Bounoura | El Atteuf |
| Metlili                     | Metlili  |           |

En 1984, la commune de Bounoura est composée de cinq localités, dont les ksars de Bounoura et de Beni Isguen. À partir des années 1990, de nouvelles localités voient le jour afin de répondre à la crise du logement. C'est le cas notamment de Tafilelt, Tinemmirine, Tawenza et Tinaâm rattachées à Bounoura, qui ont été construites selon les principes de l'architecture ksourienne, et adaptées à la proximité du désert,.
La liste des localités est :
- Ksar de Bounoura
- Ksar de Beni Isguen
- Beni Isguen à partir du nouveau lycée et nouveau C.E.M.
- Quartier Sidi Abbaz
- Palmeraies de Bounoura
- Tafilelt
- Tinemmirine
- Tawenza
- Tinaâm

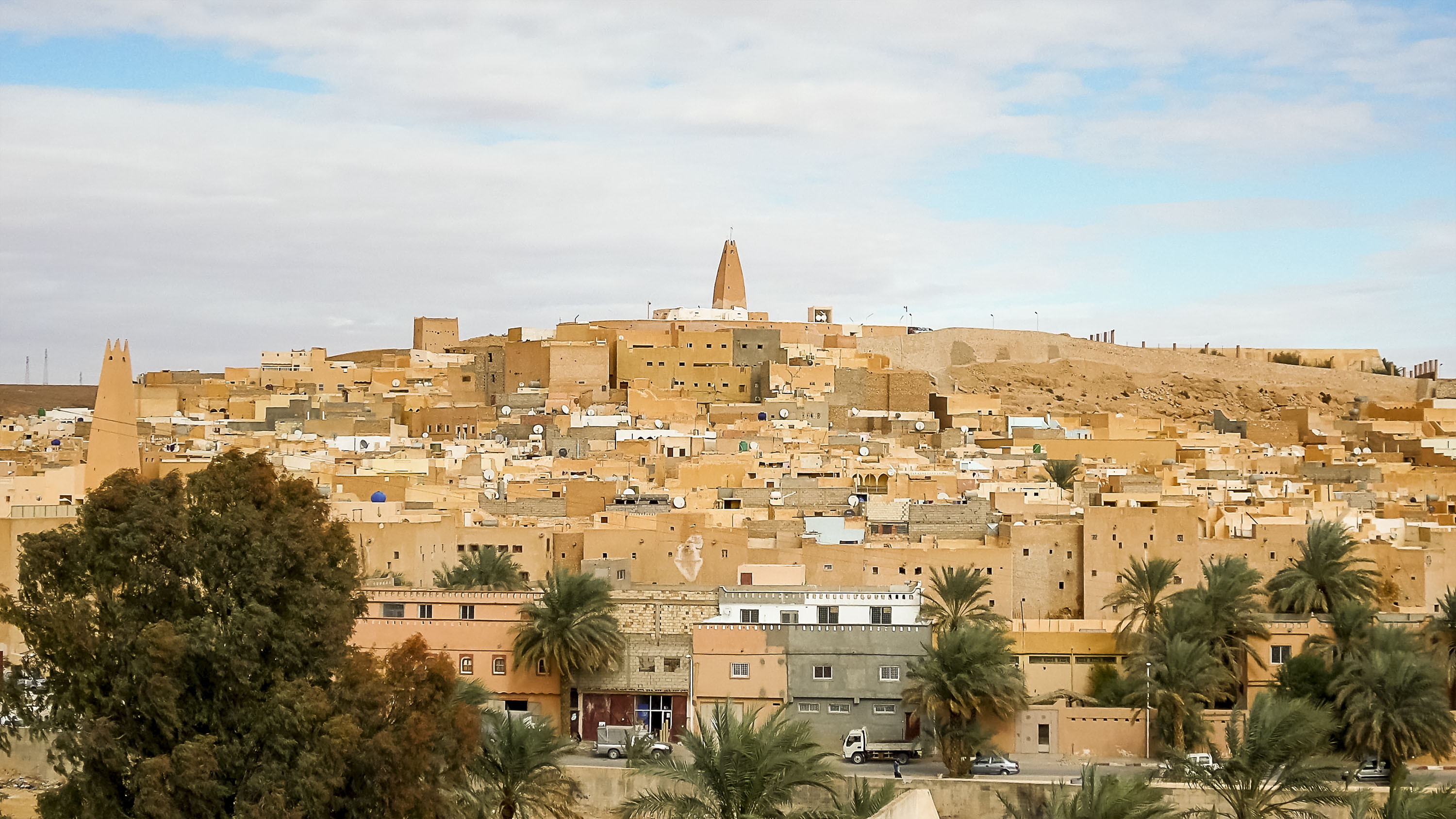
Ksar de Bounoura.
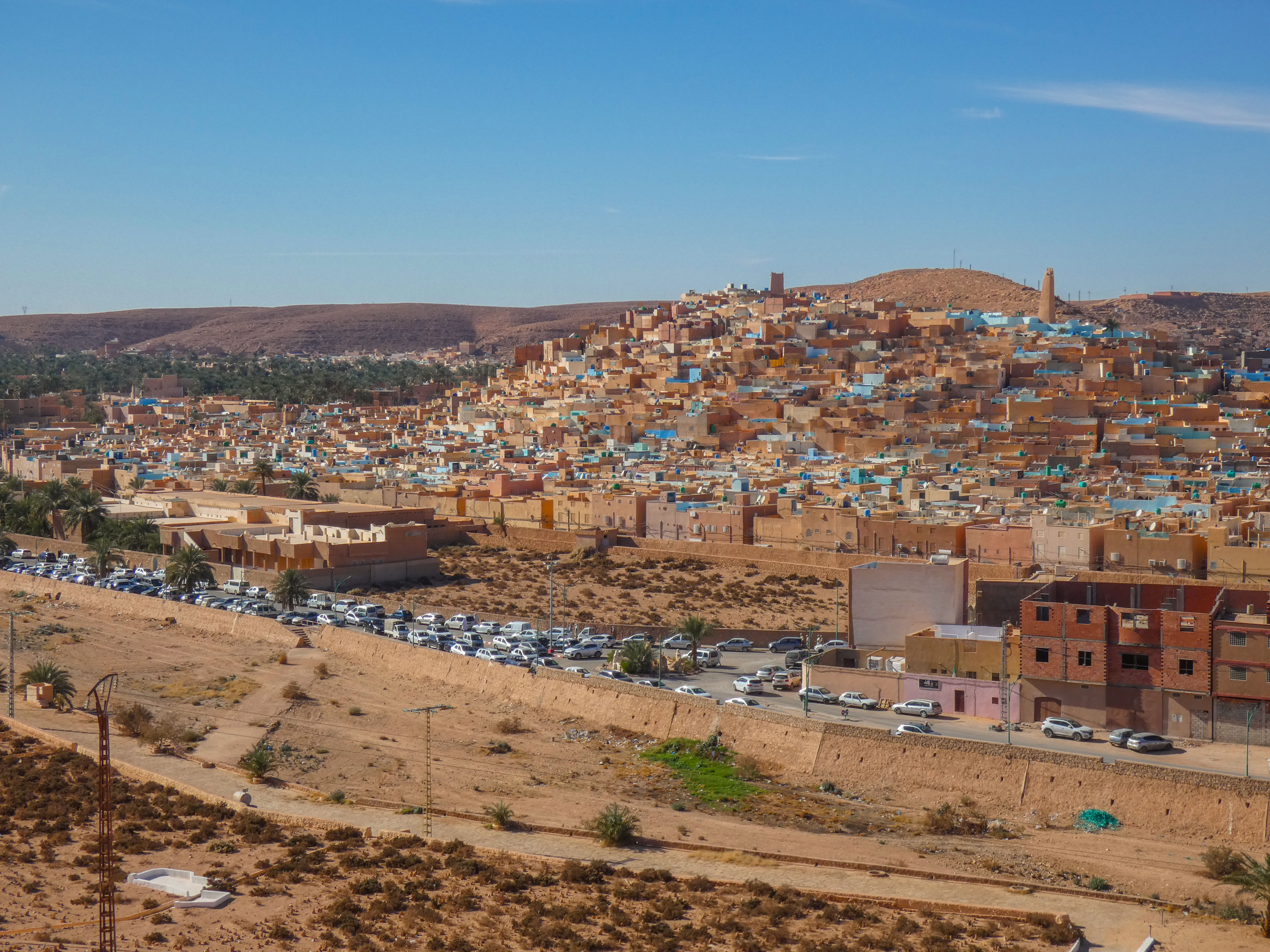
Ksar de Beni Isguen.
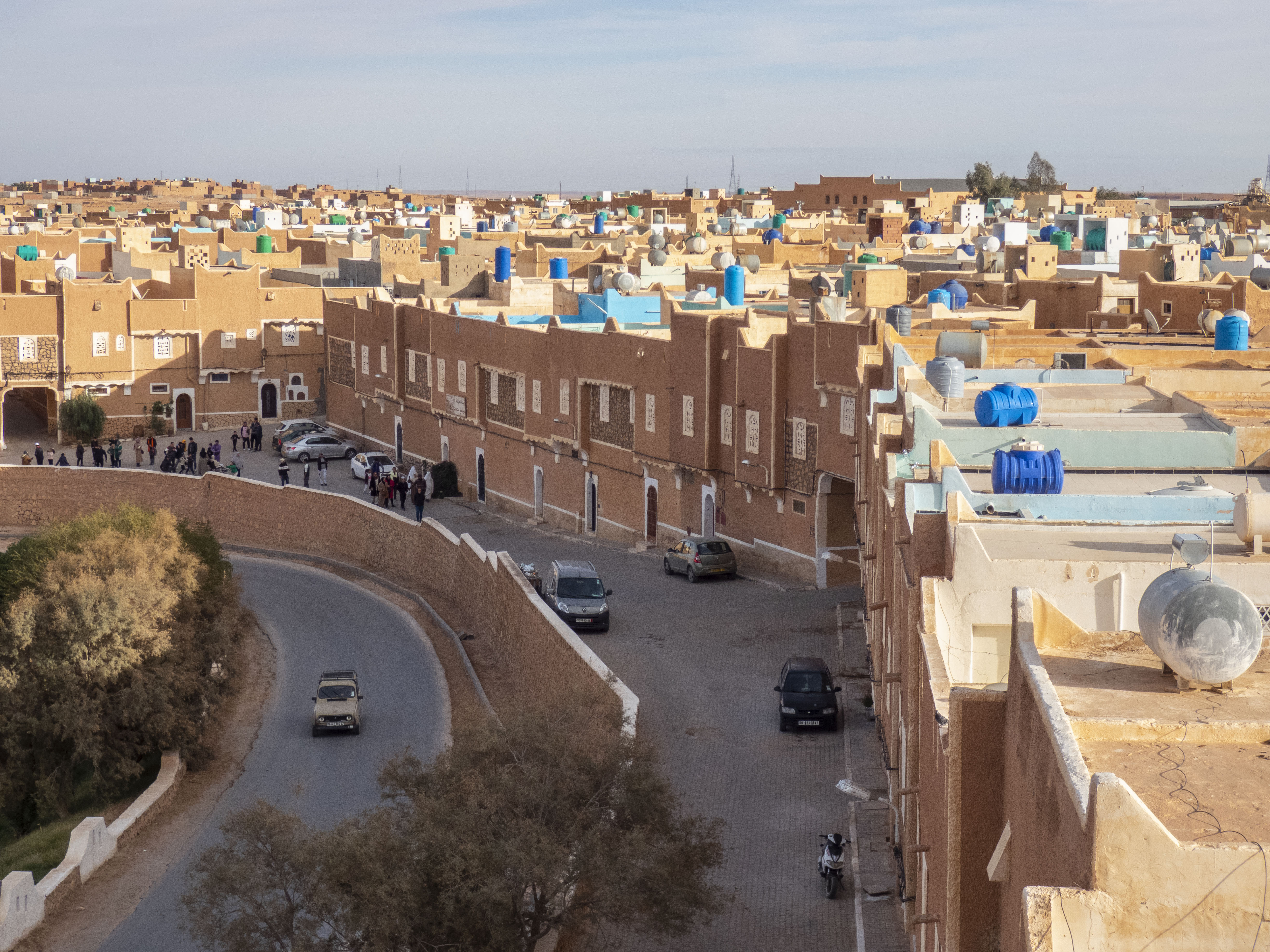
Vue de Tafilelt depuis sa tour.
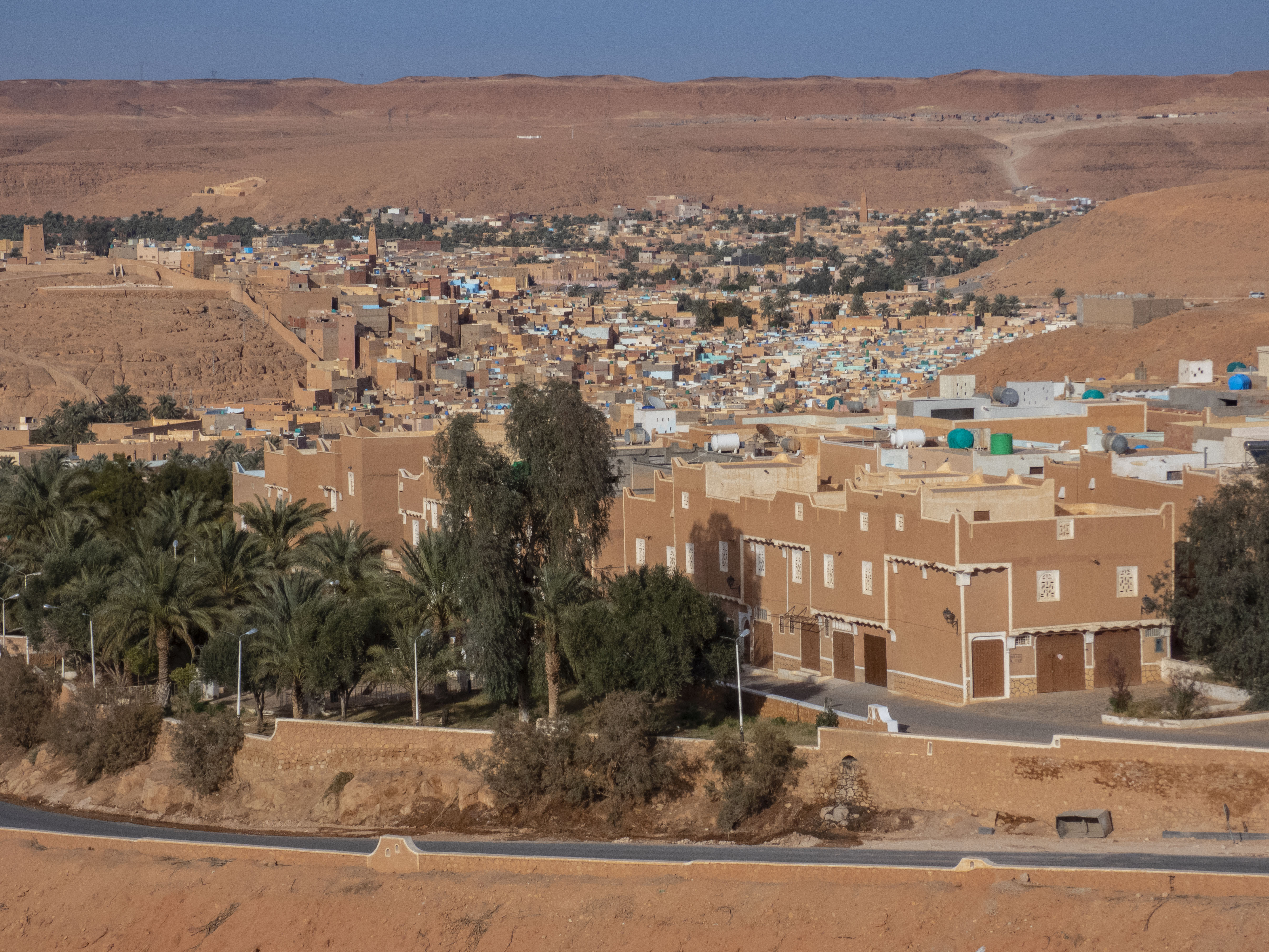
Vue de Tinemmirine depuis Tafilelt.

## Toponymie
Le nom de Bounoura signifie « la lumineuse ».
Bounoura est l'altération de l'authentique At Bunur « les gens de Bunur » qui est un nom géographique de souche linguistique amazighe. At Bunur provient d’une appellation découlant d’un anthroponyme amazighe dont l’histoire a rapporté aussi sous la forme plurielle Ibnuren.[réf. nécessaire]

## Histoire

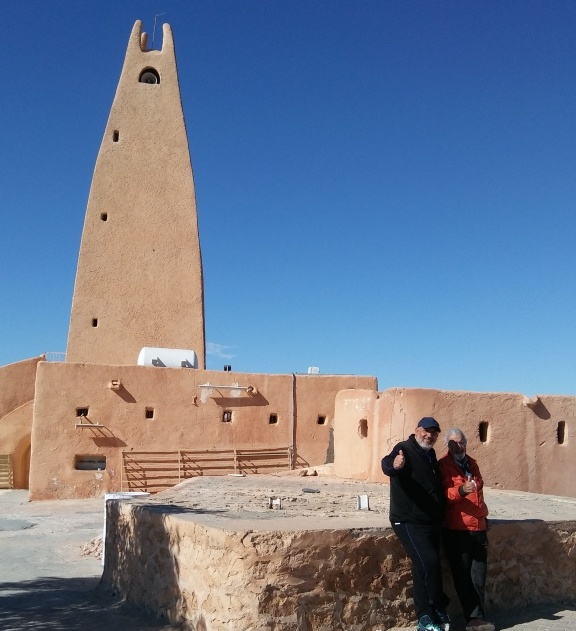
La Grande mosquée de Bounoura.

À l'instar des autres villes de la Pentapole, la cité de Bounoura est fondée au XIe siècle, par des réfugiés ibadites de Tahert, après la destruction du royaume rostémide par les Fatimides au xe siècle. Elle est fondée en 1048 par une fraction des Béni-Mthar d'Ouargla encouragée par le succès de la jeune ville d'El Atteuf.
Vers 1250-1251, elle a été détruite, à la suite d'un conflit qui a entraîné l'exode sa population à Melika. La partie haute de la colline est restée en ruines pendant des siècles, un nouveau ksar a été construit au XIIIe siècle près du lit de l'oued.
Bounoura a occupé un rang assez modeste dans la confédération mozabite, victime de querelles et de conflits entre fractions.

## Démographie
La commune de Bounoura compte 35 405 habitants selon le recensement de 2008, c'est la cinquième commune la plus peuplée de la wilaya de Ghardaïa.
| 1987   | 1998   | 2008   |
| ------ | ------ | ------ |
| 18 600 | 27 800 | 35 405 |

## Économie
Bounoura dispose d'une zone industrielle créée en 1970.

## Patrimoine
La cité de Bounoura et le reste de la vallée du Mzab, sont classés au patrimoine mondial de l'Humanité de l'UNESCO depuis 1982. L'organisation urbaine reflète l'existence de deux ksours sur le même site ; le premier noyau aujourd'hui en ruine, mais dont la mosquée et les fortifications ont été restaurées, occupait la partie la plus élevée et le deuxième actuellement habité.
Contrairement aux autres cités de la pentapole, la mosquée de Bounoura occupe la partie basse de la ville près du lit de l'oued, cette position excentrique est le résultat du déplacement de l'autorité vers un faubourg, à la suite de la destruction du premier noyau.

L'actuel ksar a la particularité d'utiliser la limite de l'assiette rocheuse avec l'oued comme assise des maisons remparts du côté ouest ; du côté opposé, à mi-hauteur de la butte, les fortifications du premier ksar constituent sa limite orientale. Bounoura est entourée également de vastes cimetières qui cernent pratiquement la ville.

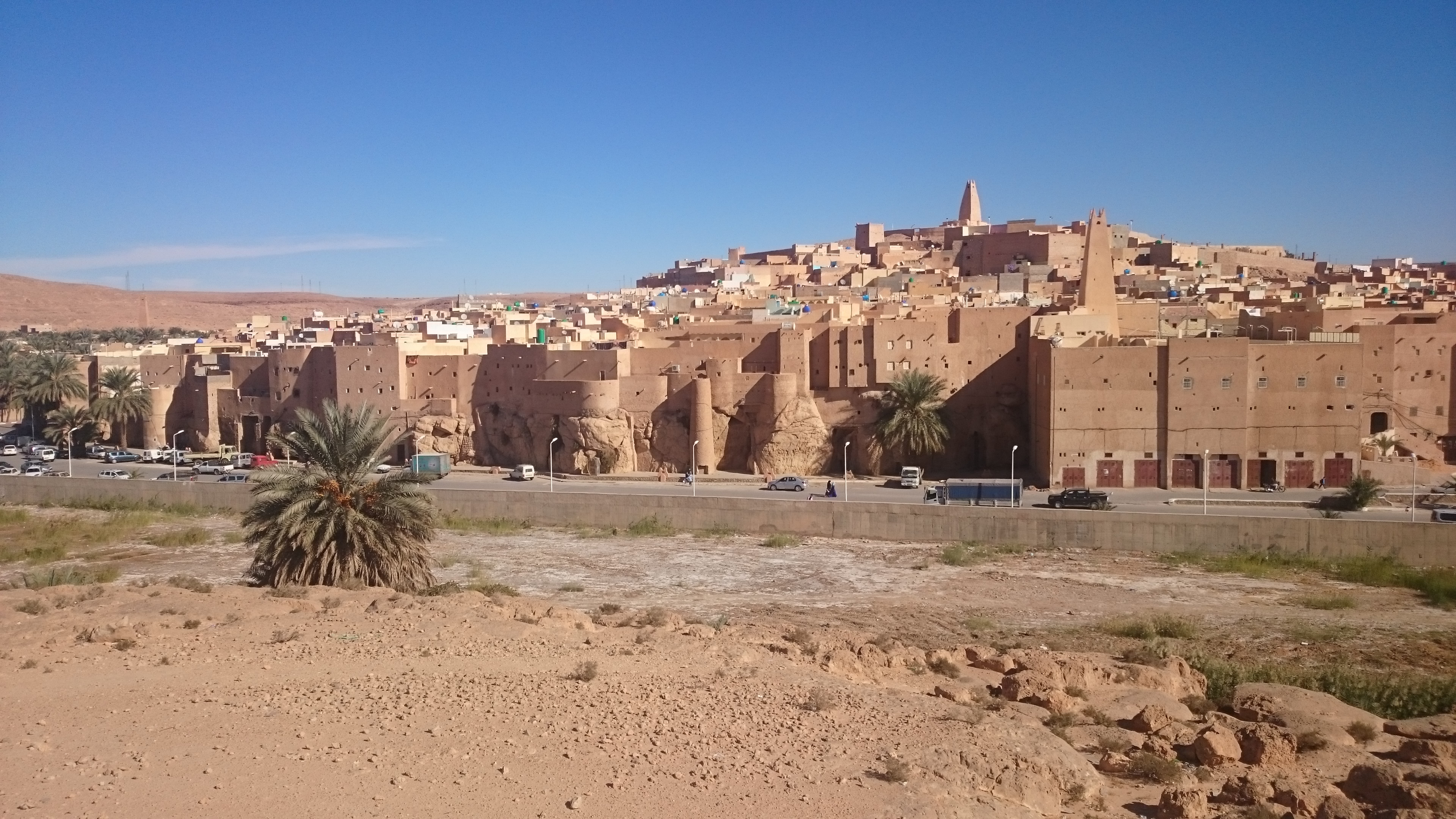
Les remparts du ksar de Bounoura.
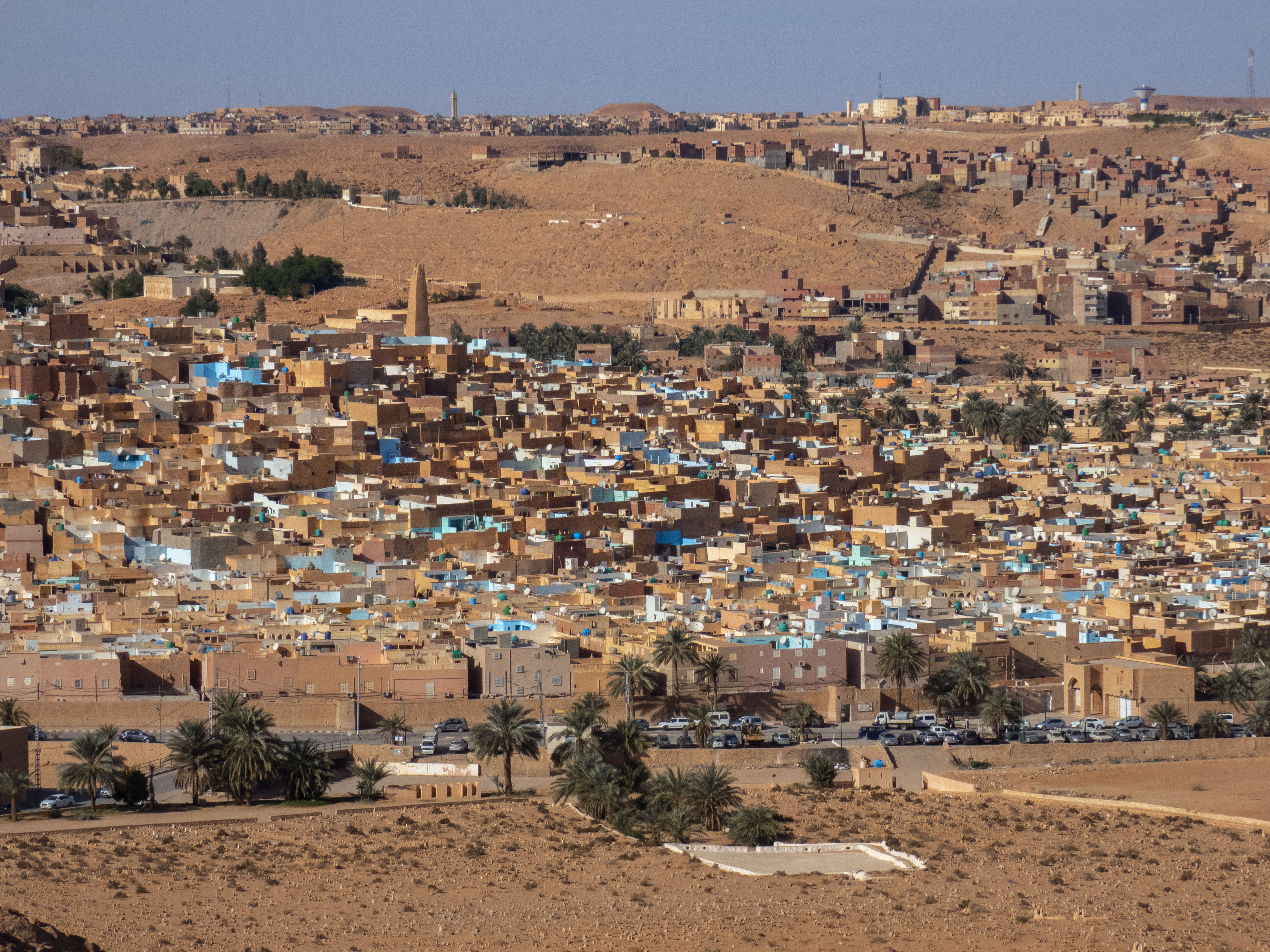
Ksar de Beni Isguen.
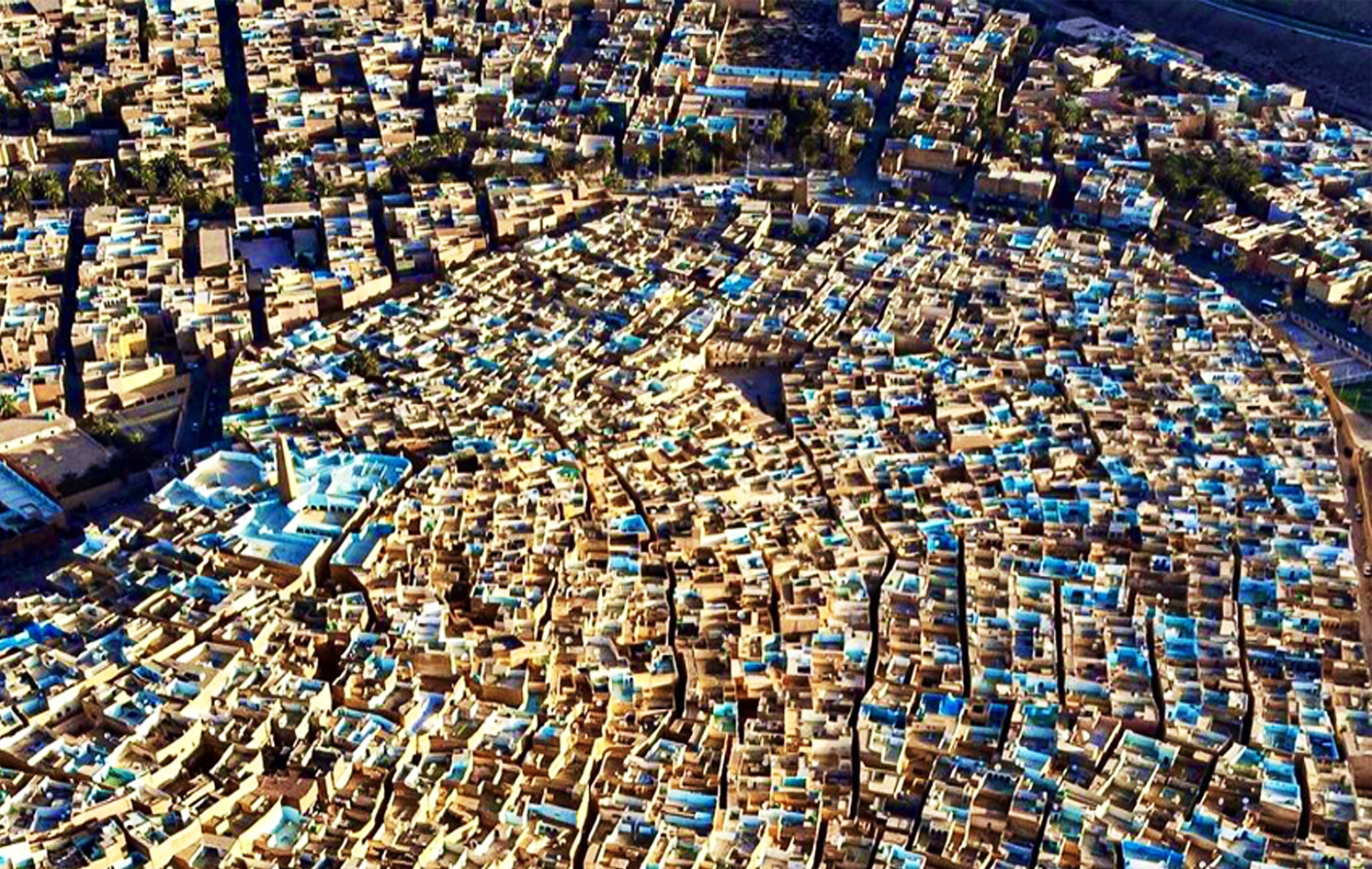
Ksar de Beni Isguen, vu du ciel.
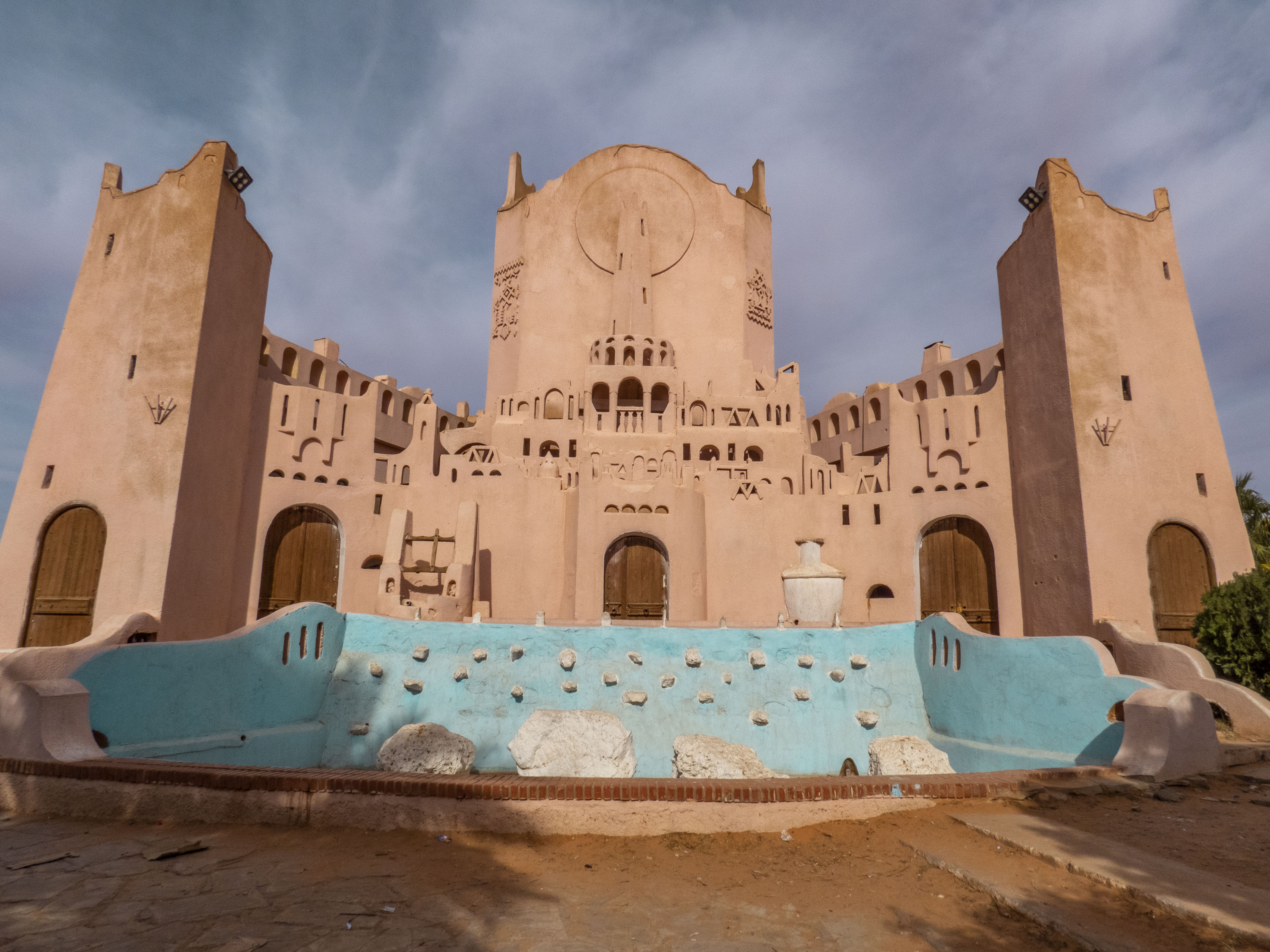
Rond-point de Bounoura, monument dédié à Moufdi Zakaria.
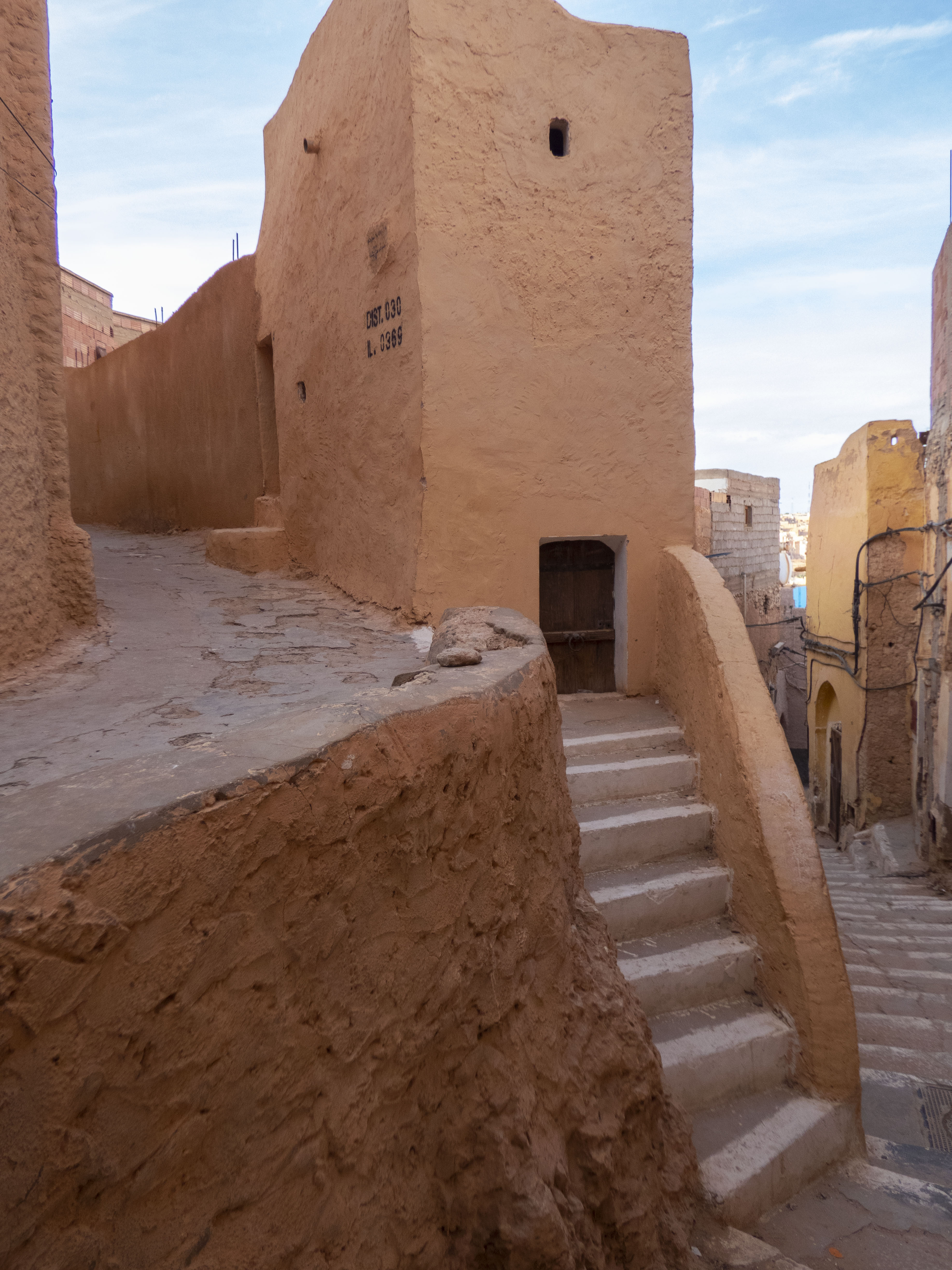
Rue du ksar de Beni Isguen.
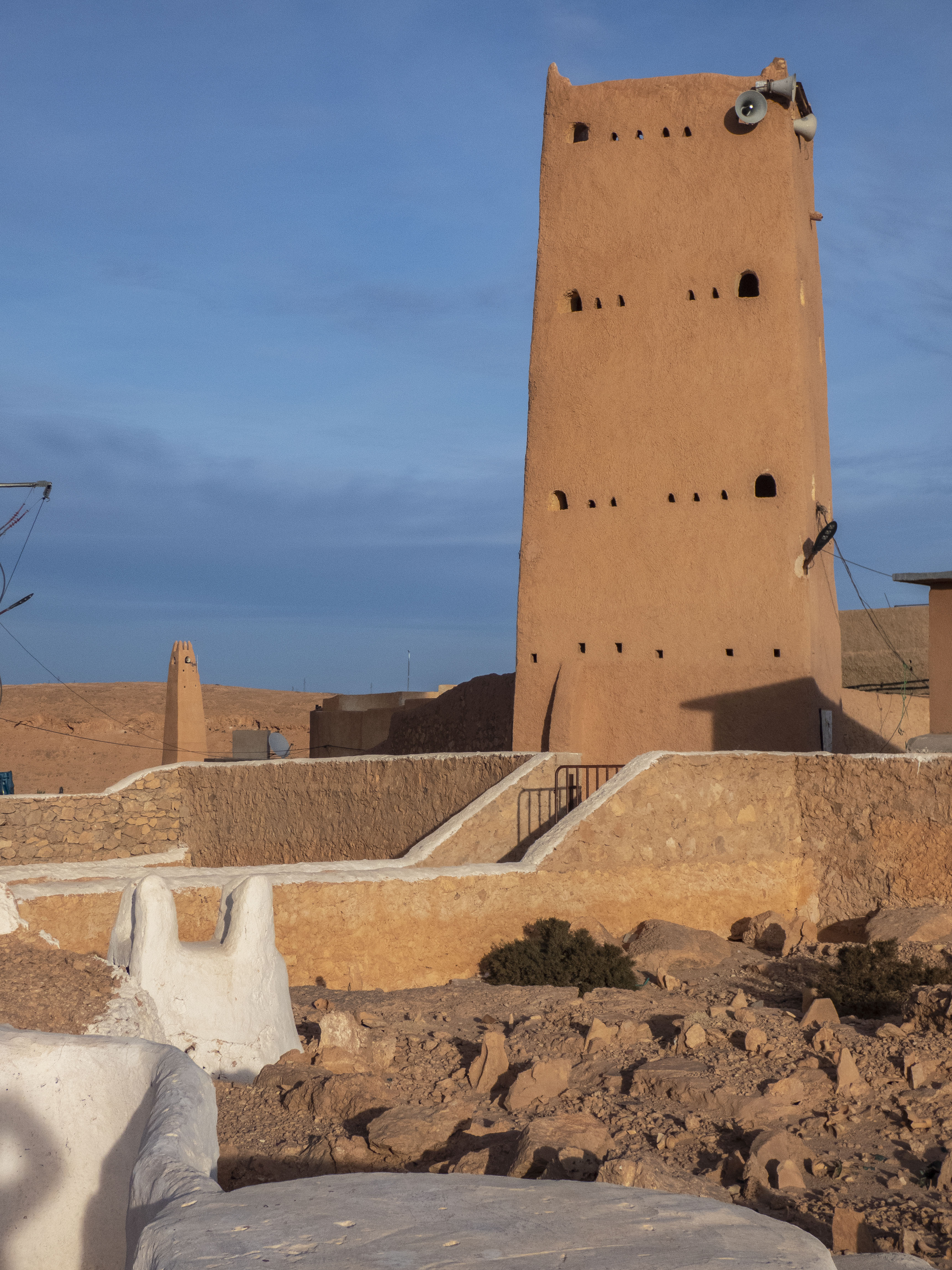
Tour de Boulila, Beni Isguen.
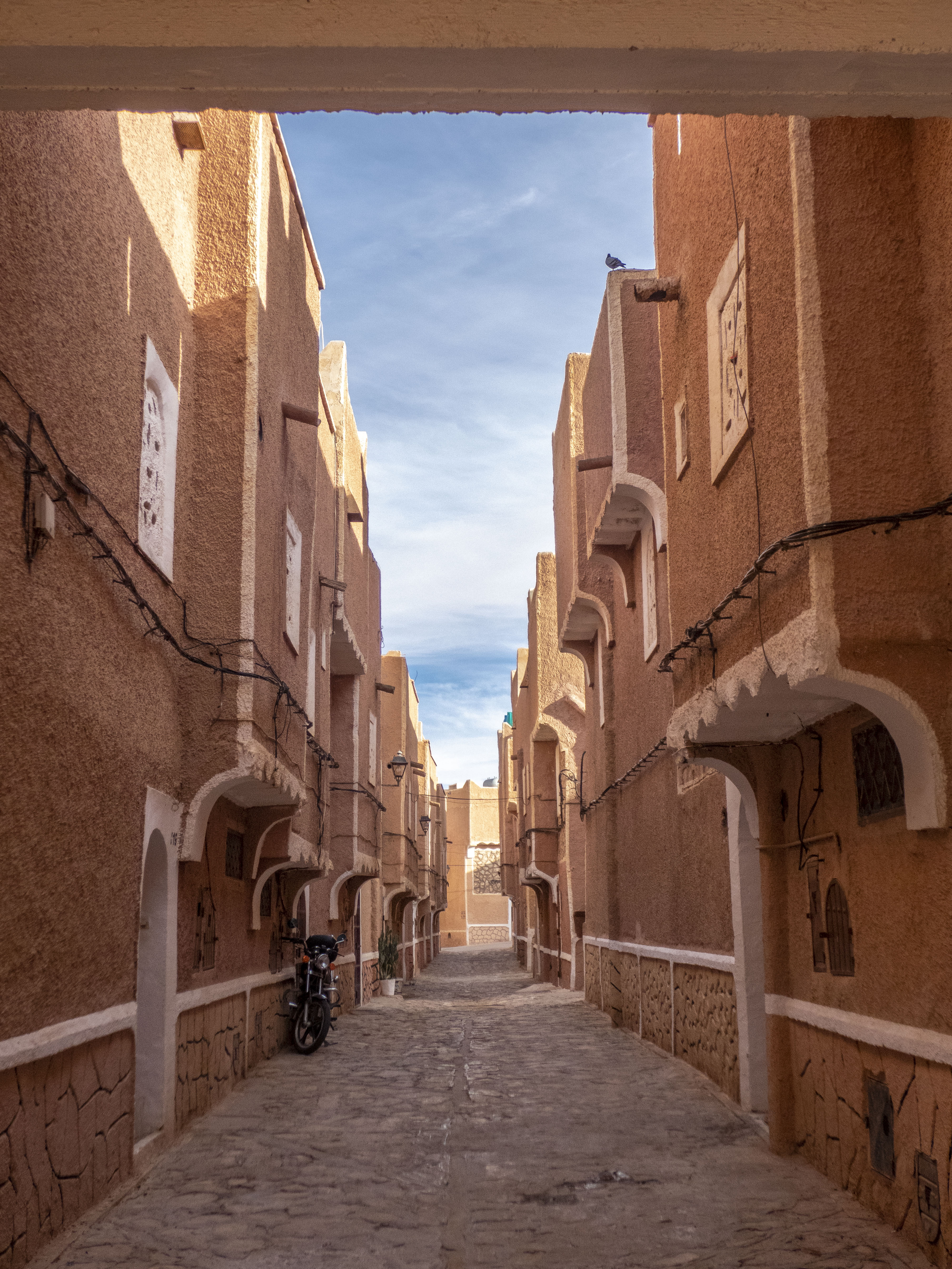
Rue de Tafilelt.